# Premier League 2
Die Premier League 2, teilweise auch U21-Premier-League, ist eine Fußballliga innerhalb der Professional Development League, der Nachwuchsmeisterschaft im englischen Fußball. In ihr treten seit 2022 U-21-Nachwuchsmannschaften englischer Profiklubs an. Zwischen 2012 und 2016 waren bereits U21-Mannschaft im Wettbewerb vertreten, ehe die Altersgrenze zwischen 2016 und 2022 zwischenzeitlich auf U23 raufgesetzt wurde.

## Geschichte
2011 wurde mit der Verabschiedung des Elite Player Performance Plan eine Reform der Nachwuchsmeisterschaft englischer Profiklubs initiiert, um die Quantität und Qualität englischer Nachwuchsspieler zu erhöhen und dabei eine Kategoriensystem eingeführt. Ab Sommer 2012 wurde in diesem Zuge die Premier Reserve League abgeschafft und stattdessen die U21-Premier-League mit zunächst 22, auf drei Staffeln verteilten Mannschaften eingeführt. Im Gegensatz zum Vorgängerwettbewerb waren Auf- und Abstieg von bzw. zur Zweitklassigkeit nicht mehr von der Ligazugehörigkeit der Wettkampfmannschaft im Erwachsenenbereichabhängig, sondern bedingt durch den eigenen sportlichen Erfolg. In der folgenden Spielzeit traten 22 Mannschaften in einer Staffel an, aufgrund einer Reduzierung der Teilnehmer auf zwölf zur folgenden Spielzeit stiegen zehn Mannschaften ab.
2016 wurde der Wettbewerb auf U-23-Mannschaften umgestellt. Im Zuge der COVID-19-Pandemie wurde 2020 auf Aufstiegs-Play-Offs in der zweiten Liga verzichtet, so dass bei einem Absteiger zwei Aufsteiger und daher in der Spielzeit 2020/21 13 Teilnehmer verzeichnet wurden. Ab der folgenden Spielzeit wurde die Anzahl der Teilnehmer auf 14 erhöht.
Zur Saison 2022/23 wurde die Rückkehr zum U21-Wettbewerb beschlossen, da das Durchschnittsalter der eingesetzten Spieler 19 Jahre betrug. In einer Übergangsphase war es den Mannschaften zeitweise erlaubt, einen Torhüter bzw. fünf Feldspieler mit höherem Alter einzusetzen.
Seit 2013 gibt es parallel zum Ligawettbewerb mit dem Premier League Cup auch einen Pokalwettbewerb für die Nachwuchsmannschaften.